# العلاقات السنغافورية الفرنسية
العلاقات السنغافورية الفرنسية هي العلاقات الثنائية التي تجمع بين سنغافورة وفرنسا.

## مقارنة بين البلدين
هذه مقارنة عامة ومرجعية للدولتين:
| وجه المقارنة                                              | سنغافورة                                                             | فرنسا                                                    |
| --------------------------------------------------------- | -------------------------------------------------------------------- | -------------------------------------------------------- |
| المساحة (كم2)                                             | 719                                                                  | 643.80 ألف                                               |
| عدد السكان (نسمة)                                         | 5.89 مليون                                                           | 67.12 مليون                                              |
| الكثافة السكانية (ن./كم²)                                 | 819.19 ألف                                                           | 104.26                                                   |
| العاصمة                                                   | سنغافورة                                                             | باريس                                                    |
| اللغة الرسمية                                             | لغة إنجليزية، اللغة الملايو، اللغة الصينية القياسية، اللغة التاميلية | لغة فرنسية                                               |
| العملة                                                    | دولار سنغافوري                                                       | يورو، فرنك س ف ب، فرنك فرنسي، Livre tournois ‏            |
| الناتج المحلي الإجمالي (بليون دولار)                      | 323.91 مليار                                                         | 2.58 تريليون                                             |
| الناتج المحلي الإجمالي (تعادل القوة الشرائية) بليون دولار | 472.59 مليار                                                         | 2.87 تريليون                                             |
| الناتج المحلي الإجمالي الاسمي للفرد دولار أمريكي          | 52.89 ألف                                                            | 36.20 ألف                                                |
| الناتج المحلي الإجمالي للفرد دولار أمريكي                 | 82.76 ألف                                                            | 39.33 ألف                                                |
| مؤشر التنمية البشرية                                      | 0.925                                                                | 0.888                                                    |
| رمز المكالمات الدولي                                      | +65                                                                  | +33                                                      |
| رمز الإنترنت                                              | .sg                                                                  | .fr، .bzh ‏، .tf، .re، .wf، .yt، .pm، .paris              |
| المنطقة الزمنية                                           | ت ع م+08:00، توقيت سنغافورة المنسق ‏                                  | أوروبا/باريس ‏، توقيت وسط أوروبا، توقيت وسط أوروبا الصيفي |

## منظمات دولية مشتركة
يشترك البلدان في عضوية مجموعة من المنظمات الدولية، منها:
| علم المنظمة | اسم المنظمة                               | تاريخ انضمام سنغافورة | تاريخ انضمام فرنسا |
| ----------- | ----------------------------------------- | --------------------- | ------------------ |
|             | بنك التنمية الآسيوي                       | 1966                  | 1970               |
|             | مؤسسة التنمية الدولية                     | 27 سبتمبر 2002        | 30 ديسمبر 1960     |
|             | يونسكو                                    | 8 أكتوبر 2007         | 4 نوفمبر 1946      |
|             | وكالة ضمان الاستثمار متعدد الأطراف        | 24 فبراير 1998        | 28 ديسمبر 1989     |
|             | الأمم المتحدة                             | 21 سبتمبر 1965        | 24 أكتوبر 1945     |
|             | الاتحاد البريدي العالمي                   | ?                     | ?                  |
|             | البنك الدولي للإنشاء والتعمير             | 3 أغسطس 1966          | 27 ديسمبر 1945     |
|             | المنظمة الهيدروغرافية الدولية             | ?                     | ?                  |
|             | الاتحاد الدولي للاتصالات                  | 22 أكتوبر 1965        | 1866               |
|             | منظمة حظر الأسلحة الكيميائية              | ?                     | ?                  |
|             | مؤسسة التمويل الدولية                     | 4 سبتمبر 1968         | 20 يوليو 1956      |
|             | المركز الدولي لتسوية المنازعات الاستشارية | 13 نوفمبر 1968        | 20 سبتمبر 1967     |
|             | منظمة التجارة العالمية                    | ?                     | 1995               |
|             | منظمة الشرطة الجنائية الدولية             | ?                     | ?                  |

## وصلات خارجية
- موقع وزارة الخارجية السنغافورية
- موقع وزارة الخارجية الفرنسية